# Lydella terminata
Lydella terminata là một loài ruồi trong họ Tachinidae.